# 교향곡 4번 (브루크너)
교향곡 4번 내림마장조 WAB.104 ‘로맨틱’은 안톤 브루크너의 가장 대표적인 작품중의 하나이다. 1874년에 처음 쓰였고, 1888년까지 계속 고친판이 만들어졌다. 호헨로헤실링스퓌르스트의 콘스탄틴 공작에게 헌정되었다. 1881년 빈에서 한스 리히터의 지휘로 성공적인 초연을 하였다.
이 교향곡의 부제인 낭만적(Romantisch)은 작곡가 자신이 붙였으나, 현대적인 의미에서 낭만적인 사랑의 의미와는 거리가 멀고, 바그너의 오페라 로엔그린이나 지그프리트에 나오는 중세적인 낭만에 가깝다.

## 템포
4악장으로 이루어져 있다.
1. Bewegt, nicht zu schnell (내림마장조 / 활동적으로, 너무 빠르지 않게)
2. Andante, quasi allegretto (다단조 / 안단테, 쿼시 알레그레토)
3. Scherzo, Bewegt - Trio: Nicht zu schnell (내림나장조 스케르쪼, 활동적으로 - 트리오: 너무 빠르지 않게)
4. Finale: Bewegt, doch nicht zu schnell (내림마장조) (피날레: 활동적으로, 그러나 너무 빠르지 않게)

## 악기편성
플루트3, 오보에3, 클라리넷3, 바순3, 호른5, 트럼펫3, 트롬본3, 튜바,
팀파니, 심벌즈, 현5부

## 판본
브루크너 교향곡 4번의 판본은 최소한 7개의 판본이 존재하지만 크게는 세 가지 카테고리로 구분할 수 있으며, Version II와 III의 차이는 상대적으로 작기 때문에 Version II와 III을 하나의 카테고리로 묶을 수도 있다.
- Version I: 1874
- Version II: 1878-1886 (작업기간으로는 1876-1886)
- Version III: 1887-1888 (구트만판의 출판을 포함하면 1887-1890)

### Version I (1874년판)

#### 1874년판
브루크너는 1874년 1월 2일에서 11월 22일에 걸쳐 이 곡의 초판(1874년판)을 작곡했다. 그러나 이 1874년 초판본은 브루크너 생전에는 출판은 물론 연주되지도 않았으며 오랫동안 사장되어 있다가 100년이 지난 1975년 레오폴트 노바크가 출판함으로써 세상에 모습을 드러냈다. 단 스케르쪼는 1909년 12월 12일 린츠에서 연주된 바 있다. 1874년 판본 전곡의 연주는 1975년 9월 20일 린츠에서 쿠르트 뵈스(Kurt Wöss)가 지휘하는 뮌헨 필하모니 오케스트라에 의해 이루어졌다. 이 판본의 최초 녹음은 1982년 엘리아후 인발이 프랑크푸르트 라디오 교향악단이 1982년 9월에 했다 (CD 2564 61371-2). 그러나 이 판본은 개정된 판본들에 비해 예술성이 떨어진다는 평가를 받고 있으며, 드물게 연주되고 있다.

### Version II (1878/80년판)
Version II는 1876년부터 1886년까지의 개정작업을 총망라한다. 오늘날 대부분의 연주가 이 범주에 있는 판본으로 연주되고 있다. 초판본을 전면적으로 개작하였기 때문에 1874년 초판본과는 크게 다르다. 실질적으로 개정 작업의 대부분은 1878년(1~3악장)과 1880년(4악장)에 이루어졌기 때문에 통상적으로 1878/1880년판본이라고 불린다. 이후 1881년에 초연을 거치면서 약간의 미세한 추가적인 수정이 있었고, 1886년 미국 초연을 준비하면서 약간의 수정이 덧붙여졌다. 원전판인 하스판(1936년 출판, 1944년 재개정)은 1881년까지의 수정사항이 반영되어 있고, 노바크판은 이후 미국에서 발견된 자료를 바탕으로 1886년의 수정사항까지도 반영하였다. 1881년과 1886년의 수정작업은 미미한 것이기 때문에 하스판과 노바크판 모두 일반적으로 1978/80년판본이라 표기된다. 

#### 1878년 개정
1874년 초판 작곡을 마친 후, 브루크너는 교향곡 5번 작곡에 착수하여 이 작곡을 끝낸 후, 다시 4번에 손대기 시작했다. 1874년에 초고가 완성된 교향곡 4번이 초연도 되기 전에 개정작업에 들어간 것은 1877년 말에 있었던 3번 교향곡의 참담한 실패가 영향을 미쳤을 것이라고 보여진다. 1876년과 1877년에도 간헐적인 개정작업이 있었으나 본격적인 개정작업은 1878년에 이루어졌다. 1878년 1월 18일부터 9월 30일까지 첫 두 악장을 완전히 고쳤으며, 이어 4악장을 개정하였다. 1878년 12월에는 3악장 역시 완전히 개작하여 사실상 새로운 곡으로 작곡했다. 이 새로운 3악장은 "사냥" 스케르쪼(Jagd-Scherzo)라고 부르기도 한다. 음악 평론가 빌헬름 타퍼트에게 1878년 10월에 보낸 한 편지에서, 브루크너는 이 새로운 악장을 "[스케르쪼]는 사냥을 나타내고, 트리오는 사냥이 끝난 뒤 사냥꾼들의 춤곡이다"고 했다. 트리오의 원래 제목은 Tanzweise während der Mahlzeit auf der Jagd (사냥꾼의 식사때의 춤곡)이다. 최근 음악학자 W. Carragan이 1878년판을 편집하여 출판하였다.

#### 1880년 개정
1880년 개정작업은 4악장에만 국한된다. 1879년 11월 19일에서 1880년 6월 5일 사이에 이루어졌다. 1878년에 전악장을 개정할 때 4악장도 개정했지만 그때 개작된 4악장을 버리고 이해 사실상 새로 4악장을 작곡하였다. 새 4악장은 1878년의 4악장보다도 오히려 오리지널 1874년 초판의 4악장과 많은 주제를 공유하고 있다. 1878년에 작곡된 4악장은 본곡에서 탈락되어 대중 축제 Volkfest라는 제목의 독립된 곡으로 독립되었다. 이 대중축제는 1936년 로베르트 하스판의 부록에 실렸고, 1981년 레오폴트 노바크판으로도 출판되었다. 1878년 및 1880년 개정을 통해 오늘날 연주되고 있는 브루크너 교향곡 4번의 형태가 사실상 완성되었으며, 1881년판과 1886년판은 여기에 사소한 수정들이 가해진 것에 불과하다. 1878년에 개정된 1~3악장과 1880년에 개정된 4악장을 합쳐서 통상적으로 1878/80년 판본으로 표기하고 있다. 이후에 1881년과 1886년에도 미세한 개정작업이 있었지만 그 차이가 미미하기 때문에 일반적으로 1878/80년 판본에 포함된다.

#### 1881년 개정
1881년 개정은 1878/1880년 판본에 작은 변화가 추가된 것이지만 큰 틀에서는 1878/1880년 판본과 차이가 없는 것으로 간주된다. 1881년 개정은 한스 리히터와 빈 필이 이 작품을 초연한 경험을 반영한 것이다. 오케스트레이션의 세세한 변경이 있었고, 4악장 연습 기호 O까지 12마디의 구절을 4마디 구절로 변경한 것, 2악장 연습 기호 L과 M사이의 20마디가 삭제된 것 등의 수정이 있었다. 하스판과 노바크판은 통상적으로 1878/80년 판본으로 불리고 있지만 실질적으로 1881년의 수정사항도 모두 반영하고 있다. 노바크판은 1886년의 수정사항까지도 포함하고 있기 때문에 1936년에 출판된 하스판이 진정한 의미의 1881년 판본이다.
하스 판은 1936년에 처음 출판되었으나, 1944년에 일부 내용을 수정하여 다시 출판되었다. 1936년에 출판된 하스판은 1881년까지의 수정사항을 반영하고 있다. 1944년에 재출판된 하스판은 제3악장 트리오 시작부분의 오케스트레이션에서 차이가 있다. 1944년 하스판은 1878년 판의 트리오를 사용하여, 오보에와 클라리넷이 주선율을 연주한다. 따라서 1936년에 출판된 하스판이 순수한 1881년판본이라 할 수 있다. 낙소스에서 발매된 틴트너의 음반은 이러한 점을 나타내기 위해 1881년 하스판이라고 표기하고 있다.

#### 1886년 개정
1886년 안톤 자이들은 뉴욕 필과 함께 미국에서 이 곡을 초연하려고 계획하였고, 브루크너에게 악보를 보내줄 것을 부탁하였다. 브루크너는 자이들에게 악보를 보내면서 약간의 수정작업을 하였다. 이 자필 악보는 이후 컬럼비아 대학교 도서관에서 발견되었다. 노바크는 이 악보의 수정이 브루크너 본인의 의한 것이라고 판단해 악보에 반영했다. 그러나 수정내용이 미미하기 때문에 1886년 판본이라고 하지는 않고 1878/80년 판본으로 출판하였다. 1886년의 수정내용 중 4악장 코다는 이전 판본들과는 유의미한 차이가 있는데, 그것은 4악장 코다 마지막에 1악장의 주제 선율을 덧붙인 것이다.

### Version III (1888년판, 1889년판)
1887년부터 1888년까지 브루크너와 거의 제자들이 행한 개정 작업을 망라한다. 이 개정작업의 결과는 1889년에 구트만 출판사에서 출판되었다. 현재 구트만판(1889년, 1890년(약간의 오류를 수정하여 재출판), 1954년(레트리히에 의해 교정되어 재출판)) 및 Korstvedt판(2004년)이 이 여기에 해당하는 판본이다. 제자들이 개정한 판본이라는 의미에서 이 판을 개정판(Revised version)이라고도 불렀으나 현재는 혼선을 주기 때문에 개정판이라고 부르는 경우는 드물다. 또 1889년 구트만 출판사에서 출판된 악보에 기초하기 때문에 과거에는 1889년판이라고 불리었으나, Korstvedt은 실제로 개정작업이 완료된 1888년을 기준으로 하여 1888년판이라고 부르고 있다. 이 판의 정통성에 대한 논쟁이 진행 중이다. 이 개정작업은 실질적으로 그의 제자들에 의해 진행되었는데, 여기에 브루크너의 진의가 어느 정도 반영되었는지에 대해서 논란이 계속되고 있다. 

#### 1887년 ~ 1888년 개정
1887년부터 1888년에 걸쳐 뢰베 및 샬크 형제 등 브루크너 제자들의 주도하에 다시 한 번 이 작품이 개정되었다. 이 개정 작업은 1878년과 1880년의 개정처럼 작품을 근본적으로 뜯어 고치는 대규모의 작업은 아니었고 기존 1878/1880년 판본의 오케스트레이션을 수정하는 선의 개정작업이었다. 그러나 1881년과 1886년 개정처럼 미세한 수준의 수정도 아니어서 여러 곳에서 귀로 금방 식별할 수 있을 정도의 유의미한 수정이 이루어졌으며 몇몇 부분은 삭제되었다. 이 개정은 브루크너의 제자인 페르디난트 뢰베가 진행하고 프란츠/요제프 샬크 형제가 보조하는 형태로 이루어졌다. 쟁점은 브루크너가 어느 정도 관여했는가 하는 점인데, 여기에 대해서는 현재까지 논란이 계속되고 있다.
이 개정의 결과는 브루크너 생전인 1889년에 알프레트 J.구트만 출판사에서 출판되었으며 구트만판, 뢰베판 또는 개정판(Revised version)으로 불린다. 구트만판은 1936년 하스판이 출판되기 이전에는 이 교향곡의 유일한 악보였다. 그러나 브루크너의 자필악보에 의거하여 편찬된 하스판과 노바크판이 출판된 이후, 구트만판은 제자들이 무단으로 개정한 판본으로 평가절하되면서 사실상 사장되었다. 
그러나 근래에 Korstvedt은 1887년~1888년의 개정 과정 브루크너가 직접 개입하거나 승인했다고 주장하며 이 판본의 재평가를 주장하고 있다. Korstvedt에 따르면, 이 판본은 이미 1940년대에 하스와 오렐에게 그 가치가 인정되어, 1944년에 재출판된 하스판의 서문에 따르면 이 판본의 총보를 전집판에 포함해 출판할 계획이었다고 한다. 그러나 이 계획은 하스의 해임으로 실현되지 못한 것이라고 한다. 오랫동안 이 판본은 1889년에 출판(되고 1890년 오류를 수정하여 재출판)된 구트만판의 형태로만 접할 수 있다. 그러나 구트만판은 하스나 오렐이 언급한「인쇄용 자필 악보」와는 약간 차이가 난다. 차이 중 일부는 작곡자 본인에 의한 것이지만 일부는 편집자들에 의한 것으로 여겨지고 있다. 구트만판은 1954년에 레트리히의 교정으로 재간되었다. 레트리히판의 서문에서 그는 1888년의 총보의 정당성을 거의 인정하고 있다. 그러나 그는 피콜로(제3플룻)나 심벌즈 그리고 약음 처리한 호른의 사용 조차도 브루크너의 의도 내지는 승인이 있었는지에 대해서는 의문을 나타낸다.
Korstvedt은 원전판 편집자인 하스와 오렐이 1888년에 개정된 판본을 인정했다는 점과 자신의 독자적인 연구결과를 바탕으로 1888년판의 정당성을 주장하고 있다. Korstvedt은 브루크너가 제자들의 개정을 추후에 승인한 것보다 적극적으로 개입하였다고 주장하고 있다. Korstvedt은 레트리히조차 의문을 품었던 피콜로(제3플룻)와 심벌즈의 사용 조차도 브루크너 본인의 의도에 의한 것이라고 인정하고 있다. Korstvedt은 2004년 자신의 연구결과를 바탕으로 교정된 1888년판본을 발표하였다. Korstvedt판은 약간의 오식을 바로잡은 것 이외에 구트만판(1889년)과 실질적으로 동일한 판본이다.
그러나 Korstvedt의 주장에 대한 재반론도 제기되고 있다. 제자들의 주도하에 진행된 1888년판본에 대해 브루크너가 구두로 승인은 하였는지 모르지만 허가를 나타내는 자필 서명이 존재하지 않는다는 점을 들고 있다. 또한 브루크너가 1888년 개정을 승인했다고 하더라도 당시 제자들과 주변인들의 강력한 권유에 의해 브루크너가 마지못해 승인한 것을 브루크너의 진의로 보기는 어렵다고 주장하고 있다. 브루크너는 최만년인 1896년에 자신의 교향곡들의 자필악보들을 오스트리아 국립 도서관에 기증하였는데, 이 악보들은 제자들의 손에 의해 수정되어 출판되기 이전 상태의 악보들이었다. 이 자필악보들은 브루크너가 제자들의 간섭을 받지 않은 상태의 자신의 진짜 악보를 후대에 남기로자 했던 의지로 해석되어 있으며, 나중에 하스와 노바크의 작업에 중요한 근거가 되었다. 이 때 국립 도서관에 기증된 교향곡 4번 악보는 1888년판이 아닌 1878/1880년판이었다. 따라서 브루크너의 진의를 담고 있는 악보는 1888년판이 아니라 1878/1880년판이라는 것이다.
한편 Korstvedt판이 기존의 구트만판과 실질적인 차이가 없음에도 불구하고, Korstvedt이 인세를 벌기 위해 자기 이름으로 새로운 판본을 출판하였다는 비판도 제기되고 있다. 이 판본은 과거에는 1889년판이라고 통칭되었지만, Korstvedt이 자신에 판본에 대해서 1888년판이라고 하면서 혼란이 가중되고 있다. Korstvedt은 1888년 개정이 완료된 악보와 1889년에 구트만 출판서에서 출판된 악보의 차이점을 강조하면서 자신의 판본의 차별화하고 있지만, 오타를 바로잡은 수준의 차이 이외에는 실질적인 차이가 없다는 비판이 제기되고 있다.
Korstvedt에 의해서 이 판본의 정당성이 주장된지 10년이 지났지만 현재 이 판본을 채택한 연주는 극히 드물다.
이 판본은 한스 리히터가 지휘하는 빈 필하모니 관현악단 연주로 1890년 1월 20일 빈에서 대호평 속에 초연되었다.

### 말러의 개작
1900년 1월 28일 빈 필하모니 오케스트라 정기 연주회를 위해 말러가 직접 개작한 악보다. 여러 부분에서 삭제가 있고, 특히 4악장의 많은 부분이 삭제되었다. 말러가 개인적으로 소장한 총보는 현재 남아있지 않으며, 빈 필하모니 오케스트라에 남겨진 파트보를 로제스트벤스키가 총보를 편찬하여 녹음을 했다. 

다른 판본들을 비교해놓은 표는 다음과 같다.
| 연도   | 일반적인 표기 | Korstvedt | Redlich | Cooke            | 기타 표기                                             | 출처                                                             | 출판본                                             |
| ------ | ------------- | --------- | ------- | ---------------- | ----------------------------------------------------- | ---------------------------------------------------------------- | -------------------------------------------------- |
| 1874년 | I             | I         | I       | –                | Original Version Urfassung                            | –                                                                | Nowak 1975                                         |
| 1878년 | II            | IIa       | II      | –                | Volksfest Version                                     | –                                                                | Haas 1936 Haas 1944 Nowak 1981 (Finale)            |
| 1880년 | II            | IIb       | III     | First Definitive | Vienna Version 1878/80 Version                        | –                                                                | Unpublished                                        |
| 1881년 | II            | IIb       | III     | First Definitive | Karlsruhe Version Originalfassung 1878/80 Version     | Autograph: A-Wn Mus. Hs. 19.476                                  | Haas 1936 Haas 1944                                |
| 1886년 | II            | IIb       | III     | Revised          | New York Version 1878/80 Version                      | Copyist's Score: Columbia                                        | Nowak 1953                                         |
| 1888년 | III           | III       | IV      | Löwe/Schalk      | –                                                     | Stichvorlage (private collection) Photographs: A-Wst M.H. 9098/c | Unpublished                                        |
| 1889년 | III           | III       | IV      | Löwe/Schalk      | Schalk & Löwe Version Endfassung Fassung letzter Hand | Stichvorlage (private collection) Photographs: A-Wst M.H. 9098/c | Gutmann 1889 Wöss 1927 Redlich 1955 Korstvedt 2004 |

## 참고 문헌
- 《작곡가별 명곡해설 라이브러리》 16권 '브루크너' 〈음악지우사〉 (音樂世界)